# Augusta Curiel

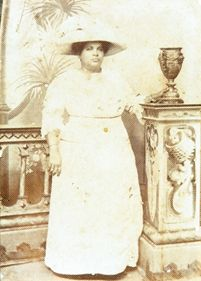
Augusta Curiel (1920)

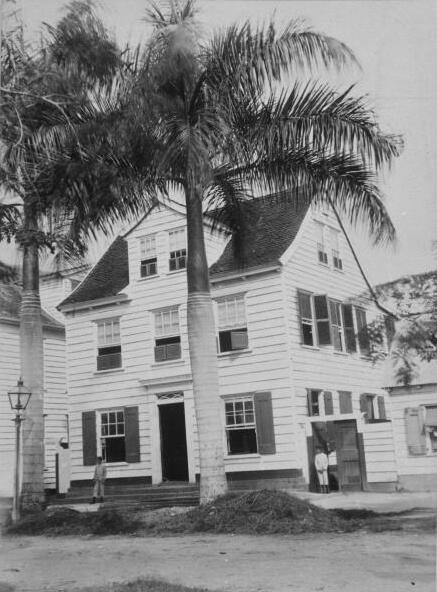
Fotostudio und Wohnhaus in Paramaribo

Augusta Cornelia Paulina Curiel (* 14. Dezember 1873 in Paramaribo; † 22. November 1937 ebenda) war eine surinamische Photographin. Durch ihr photographisches Werk schufen sie und ihre Schwester Anna Jacoba (1876–1958) wichtige Dokumente des Lebens im frühen zwanzigsten Jahrhundert.

## Leben
Augusta Curiel wurde 1873 in Paramaribo, der Hauptstadt der damaligen niederländischen Kolonie Suriname geboren. Sie trug den Nachnamen ihrer Mutter Henriette Paulina, der Name des Vaters ist unbekannt.
Augusta und ihre Schwester Anna waren als die Damen Curiel oder die Curiel-Schwestern bekannt. Augusta photographierte und Anna fungierte als ihre Assistentin. Im Jahr 1929 verlieh Königin Wilhelmina Augusta Curiel den Titel Hoflieferantin. Sie war damit die erste Photographin aus Suriname für das Königshaus. Die Schwestern Curiel waren die Besitzer eines der berühmtesten Photostudios „Augusta Curiel“ in Paramaribo an der Domineestraat 28.
Fast vierzig Jahre lang fotografierten die Curiel-Schwestern das Alltagsleben in Suriname. Die Fotos zeigen Augusta Curiel als kompositorisch und technisch begabte Photographin. Sie arbeitete stets mit vorhandenem Licht und ohne Photometer. Trotz dieser Einschränkungen gelang es ihr, schöne Bilder in schummrigen Regierungsgebäuden, Kirchen und Fabriken zu schaffen. Curiels Werk besteht zumeist aus Themen des täglichen Lebens, die für Historiker und andere Interessierte von Wert waren. Sie photographierten sowohl in ihrem Atelier als auch auf Plantagen und im Landesinneren. Der Botaniker Gerold Stahel nahm die Frauen auf einige seiner Expeditionen mit. Viele der erhaltenen Bilder sind Gruppenporträts, die von und für (Missions-)Schulen, Internate und Waisenhäuser gemacht wurden.
Sie benutzten eine schwere Holz- und Plattenkamera. Nach den Aufnahmen wurden die Negative entwickelt und gedruckt, indem man das Glas von unten beleuchtete. Ein paarmal in der Woche wurde Eis in die Dunkelkammer geliefert, um die photochemischen Bäder im richtigen Temperaturbereich zu halten. Wahrscheinlich haben Anna und Augusta viele der teuren Glasnegative wiederverwendet. Glücklicherweise sind viele Stadtansichten, Landschaften, Aufnahmen von Fabriken, Schulen und Waisenhäusern erhalten geblieben. Anna versuchte, das Photostudio nach dem Tod von Augusta 1937 weiterzuführen, verkaufte das Geschäft aber in den 1950er Jahren.
Im Jahr 2005 fand Janneke van Dijk, Kuratorin des Koninklijk Instituut voor de Tropen (KIT) in Amsterdam, heraus, dass im Depot des Surinaams Museums in Fort Zeelandia etwa 400 Original-Glasplattennegative gelagert wurden. Trotz der Zeit und des Klimas waren die Bilder in gutem Zustand. Die Photographien wurden digitalisiert und 2007 unter dem Titel Augusta Curiel, Fotografe in Suriname 1904–1937 veröffentlicht.

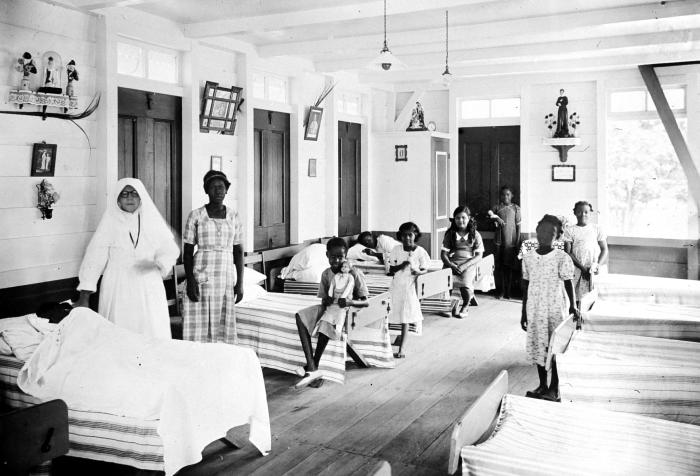
Mädchenschlafsaal der Leprastiftung St. Gerardus Majella
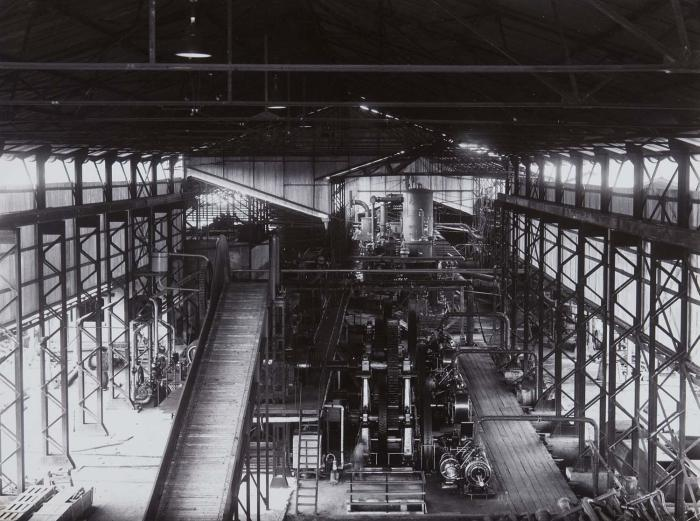
Zuckerfabrik auf der Plantage Mariënburg
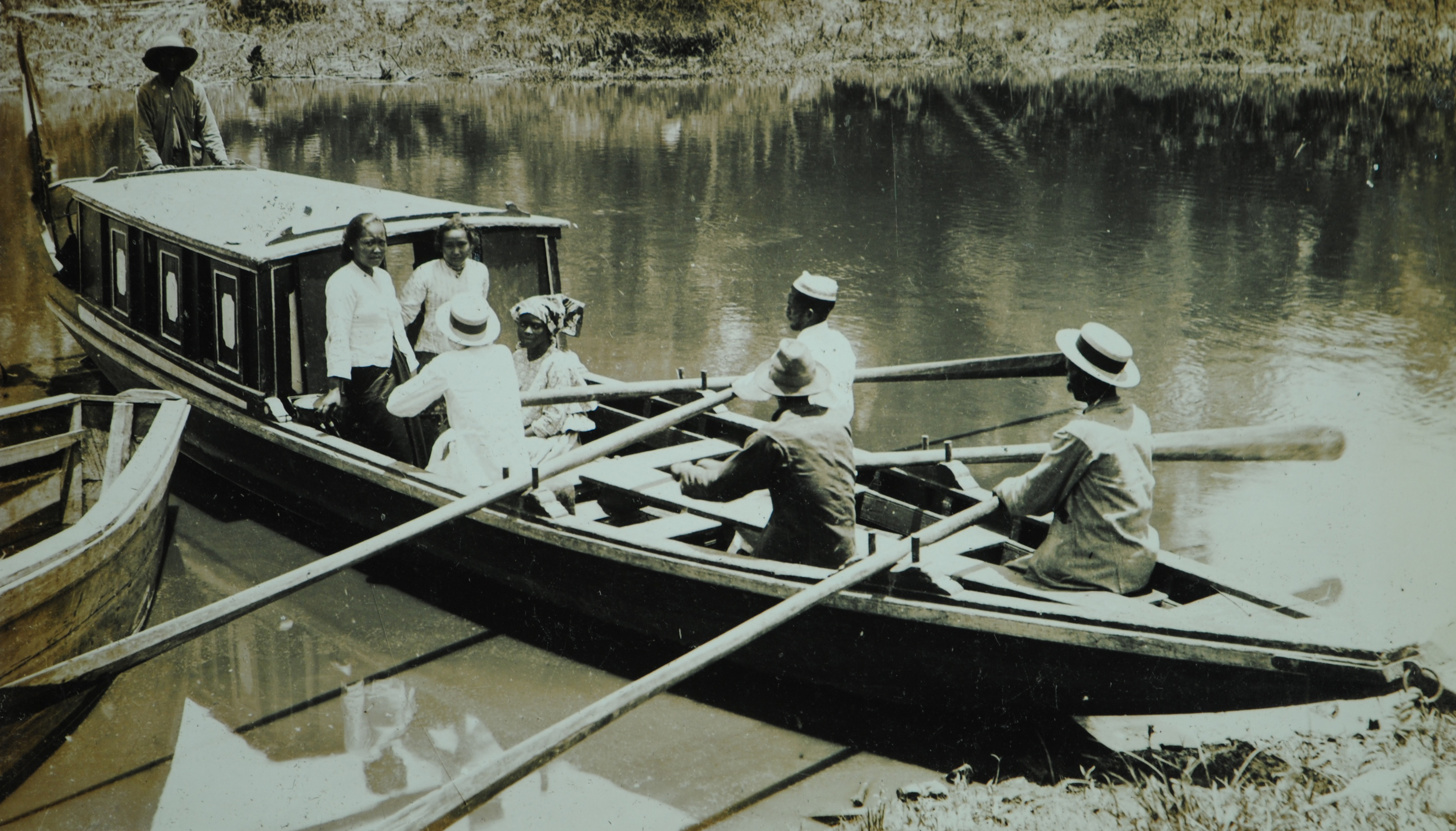
Kabinenboot mit Ruderern
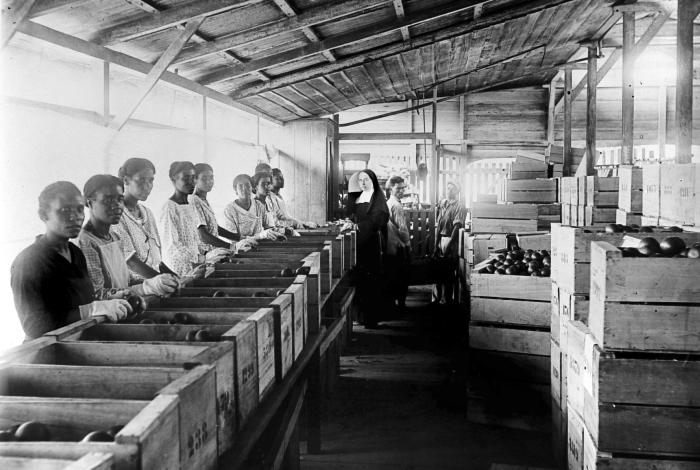
Orangen sortieren im Kulturgarten
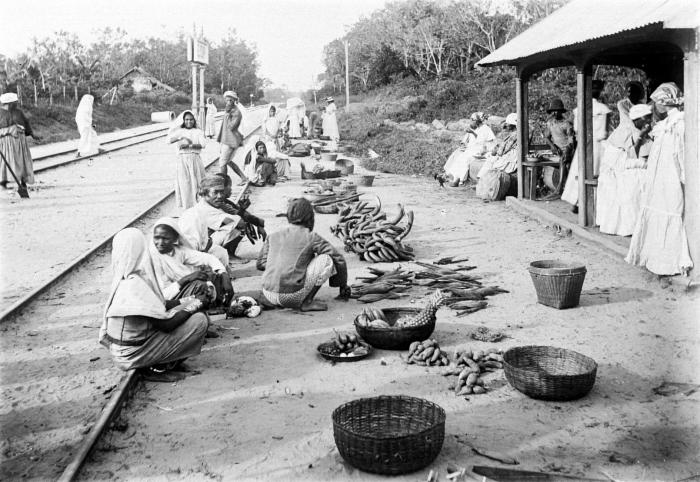
Markt in Lelydorp an der Eisenbahnhaltestelle der Lawabahn
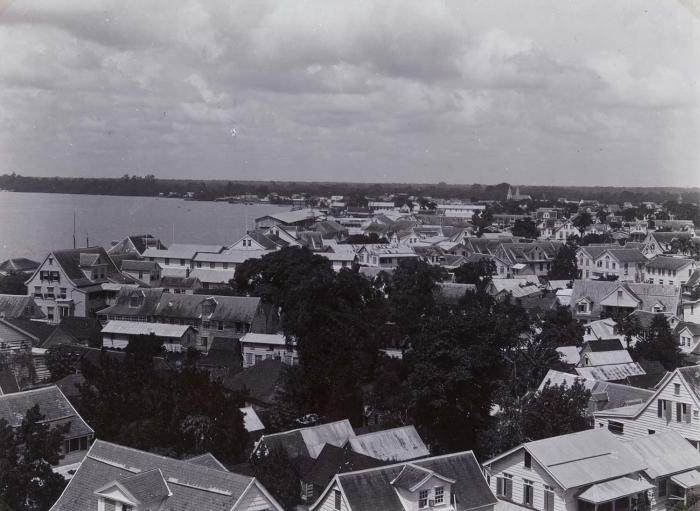
Ansicht von Paramaribo

## Augusta Curiel in Museumssammlungen
- Stichting Surinaams Museum über das Buch: Augusta Curiel: Fotografe in Suriname sowie mit Link zum Fotoarchiv des Museums.
- Rijksmuseum Amsterdam[5]
- Koninklijk Instituut voor de Tropen Amsterdam
- Nederlands Fotomuseum[6]